# كلينت كورتني
كلينت كورتني (بالإنجليزية: Clint Courtney)‏ هو لاعب كرة قاعدة أمريكي، ولد في 16 مارس 1927 في Hall Summit, Louisiana ‏ في الولايات المتحدة، وتوفي في 16 يونيو 1975 في روتشستر في الولايات المتحدة بسبب نوبة قلبية.

## وصلات خارجية
- كلينت كورتني على موقعبيزبول رفرنس.كوم (الدوري الرئيسي) (الإنجليزية)
- كلينت كورتني على موقع مشجعي الرسوم البيانية (الإنجليزية)